# The Time of Our Lives (EP)
The Time of Our Lives é o primeiro extended play (EP) da cantora estado-unidense Miley Cyrus, lançado em 31 de agosto de 2009.  Musicalmente, o álbum possui influências dos gêneros pop rock e dance-pop, e suas baladas são do estilo soft rock. The Time of Our Lives recebeu resenhas mistas, algumas indicando que o EP era um passo na transição da artista de uma adolescente para uma adulta, enquanto outras criticaram as baladas do trabalho. Nas tabelas musicais, a gravação se tornou um sucesso comercial, alcançando as dez melhores posições em nove países.
As canções lançadas como singles foram "Party in the U.S.A." – que se tornou a música de trabalho mais vendida de Cyrus até a data, alcançado o segundo posto na tabela de composições da revista Billboard, a Billboard Hot 100 – e "When I Look at You", que foi usada para promover o filme The Last Song, no qual a cantora interpreta a personagem principal. Incapaz de alcançar o mesmo sucesso que "Party in the U.S.A.", a canção apareceu nas vinte melhores colocações da Austrália e dos Estados Unidos. Como forma de divulgação, a artista apresentou canções de The Time of Our Lives em várias ocasiões e embarcou na Wonder World Tour, sua segunda turnê musical.

## Antecedentes
Como forma de divulgação da linha de roupas de Cyrus e do Max Ariza, lançada exclusivamente para a loja de varejo Wal-Mart, foi decidido que um extended play (EP) seria distribuído. A artista comentou que sentiu que o trabalho seria perfeito para aquele tipo de traje. Para Cyrus, The Time of Our Lives é um álbum transicional e uma maneira de introduzi-la para um novo público. Falando sobre o som do extended play no programa de televisão The Today Show, ela disse que manteve a linha do que costuma fazer, com uma espécie de som pop rock, porém que não gosta de usar a palavra 'rock', porque "é meio que uma honra ser considerada artista desse gênero".

## Desenvolvimento

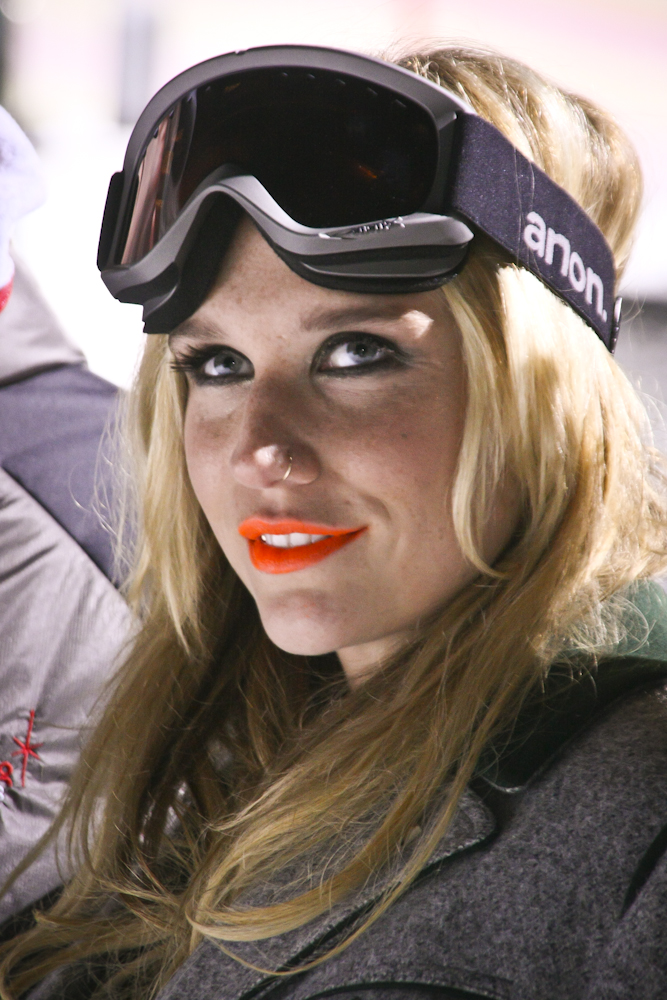
Kesha (foto) foi uma das artistas que contribuiu na composição de faixas de The Time of Our Lives. A mesma participou da elaboração da música-título.

Para o EP, a artista regravou "Kicking and Screaming", composta por John Shanks e Kara DioGuardi e originalmente incluída em I Am Me, álbum de 2005 da cantora Ashlee Simpson. "Party in the U.S.A." foi composta por Dr. Luke, Claude Kelly e Jessica Cornish, conhecida pelo nome artístico Jessie J. A canção originalmente seria interpretada por Cornish, porém, quando decidiram que seria incluída em The Time of Our Lives, os autores editaram a letra, pretendendo escrever um tema para a linha de roupas. Com o objetivo de agradar o público, Luke, Kelly e Jessica focaram em compor uma obra divertida e animada que narrasse os reflexos da personalidade de Cyrus. Satisfeita com a música, Miley escolheu-a para integrar The Time of Our Lives, particularmente devido a uma necessidade de faixas. "When I Look at You", escrita por Shanks e Hillary Lindsay, iria ser incluída originalmente no trabalho sucessor da artista; ela foi eventualmente escolhida para promover o filme The Last Song, de 2010, após ela reconhecer que esta se encaixava no conceito do filme. Miley disse que quando interpreta a composição, ela pensa sobre família e amor, e disse que a faixa tem "tudo a ver" com o longa-metragem. A faixa-título, "The Time of Our Lives", foi composta por Dr. Luke, Kelly, Kesha Sebert e Pebe Sebert. Kesha escreveu-a com a ideia de criar um hino de festa para o público jovem, com base em sua primeira impressão de Cyrus: engraçada e simpática.
"Obsessed" foi escrita por Roger Lavoie. Inicialmente, foi negada sua inclusão no EP pela produção, que não compreendeu a faixa; porém, quando Cyrus ouviu-a, ela insistiu sobre a inclusão da composição na listagem de faixas, pois se relacionava com a canção. A artista descreveu a música como uma representação das emoções sentidas quando não se consegue parar de pensar em uma pessoa, dizendo acreditar que está relacionada com os inúmeros fãs que estão tendo seu primeiro amor. "Before the Storm", originalmente lançada pelos Jonas Brothers para o trabalho Lines, Vines and Trying Times, de 2009, foi incluída em The Time of Our Lives, retirada de uma apresentação ao vivo. A obra foi escrita pelos integrantes da banda, Nick Jonas, Joe Jonas, Kevin Jonas, e por Cyrus. Ela foi escrita originalmente sem a participação da última para o terceiro álbum do grupo, A Little Bit Longer, de 2008, porém não fez parte do trabalho. Nick e Miley trabalharam na letra novamente mais tarde e gravaram um dueto usando um piano de cauda.

## Música
"Kicking and Screaming" é a representação mais destacada do rock em The Time of Our Lives. A faixa possui uma instrumentação que é baseada em "acordes de guitarra glamurosos" e vocais tempestuosos, que, em vários pontos, contam com um novo elemento de gravação. O resultado é uma canção de andamento acelerado do estilo rock eletrônico. Liricamente, a composição é uma mensagem impiedosa para um ex-namorado. "Party in the U.S.A." mistura elementos do R&B e pop enquanto possui uma instrumentação que inclui um "choque entre acordes suaves na guitarra de jazz e um crescido sintetizador servindo como um gancho". Os vocais de Cyrus possuem um toque vibrante de country alternativo e um refrão na voz belting. A letra da obra discute a mudança da artista de Nashville, Tennessee para Hollywood, Califórnia. O refrão trata sobre as suas canções favoritas que a deixam mais segura. "When I Look at You" é uma balada na qual sua instrumentação muda do piano para a guitarra elétrica. Durante a canção, Cyrus mantém uma voz baixa, porém começa a cantar em tom alto pouco antes da segunda estrofe. Liricamente, ela é a respeito de um amante dos sonhos de Miley. "The Time of Our Lives" é uma animada composição do gênero dance-pop caracterizada pelo seus sintetizadores dos anos de 1980 e um som "efervescente" causado pelo seu fundo bubblegum pop. Os vocais de Miley possuem um uso proeminente do processador de áudio Auto-Tune; suas influências derivam da música new wave. A faixa é sobre não se importar o futuro e viver o presente. "Talk Is Cheap" é uma canção dos estilos pop punk e garage rock, com influências da música disco. Ela possui uma letra sobre ficar extremamente irritado após situações difíceis e outros fumando cigarros. "Obsessed" é uma balada com características do soft rock e vocais roucos. Sua letra é sobre lidar com a luxúria adolescente. "Before the Storm" é uma balada do gênero country pop sobre um rompimento melancólico.

## Recepção crítica
| Críticas profissionais | Críticas profissionais |
| Pontuações agregadas   | Pontuações agregadas   |
| Fonte                  | Avaliação              |
| ---------------------- | ---------------------- |
| Metacritic             | (63/100)               |
| Avaliações da crítica  |                        |
| Fonte                  | Avaliação              |
| About.com              | 4 de 5 estrelas.       |
| Allmusic               | [ 14 ]                 |
| Entertainment Weekly   | (B+)                   |
| Digital Spy            | [ 23 ]                 |
| The Guardian           | [ 16 ]                 |
| Yahoo! Music           | [ 15 ]                 |

O portal Metacritic, com base em quatro resenhas recolhidas, deu 63 pontos ao The Time of Our Lives em uma escala que vai até cem, indicando "resenhas geralmente favoráveis". Bill Lamb, do portal About.com, filiado ao The New York Times, disse que Cyrus "está desenvolvendo um dos vocais mais distintivos da música pop, e suas canções estão girando lentamente para um reflexo adulto". Lamb também disse que o crescimento constante e com grande melhoria é a chave aqui, e parece que a artista se tornará uma estrela pop de longo prazo, porém afirmou que as baladas de The Time of Our Lives são descartáveis. Heather Phares, do Allmusic, pensou o contrário do revisor especializado em música pop, dizendo que o destaque do trabalho vem quando Cyrus "permite que seu rock interior e sua balada de diva venham à tona". Phares afirmou que se Breakout começou a estabelecer a artista como uma estrela musical cantando em seu próprio direito, livre da "bagagem" de Hannah Montana, este EP é outro passo nessa direção". Heather concluiu que o EP é uma boa representação do amadurecimento vocal de Cyrus e que suas habilidades vocais aumentarão mais ainda quando esta se tornar uma adulta. Mikael Wood, revisor do Entertainment Weekly, deu uma avaliação de B+ para o trabalho devido a sua execução de vários gêneros e estilos musicais.
Nick Levine, do Digital Spy, opinou de que apesar de The Time of Our Lives não oferecer músicas originais, ele provou que Cyrus poderia com êxito realizar o seu "desejo" de se livrar da sua imagem filiada ao Disney Channel. Ainda de acordo com ele, vale a pena escutar as "genuínas seis novas canções" contidas na listagem de faixas, o que, segundo ele, resultou na liberação de um EP digno. Michael Hann, do berlinense The Guardian, sentiu que a cantora conseguiu projetar uma imagem muito saudável de si mesma, porém argumentou que ela não atingiu o público adulto como queria, e não havia mais nada para ela. Jessica Holand do jornal britânico The Observer, irmão do The Guardian, escreveu uma resenha favorável ao EP dizendo que "ainda sem 17 anos, Cyrus não precisa se preoucpar com os deslizes". Jaime Gill, em resenha para o Yahoo! Music, disse que se Miley levasse a música mais a sério, ao invés de liberar álbuns entre vários outros projetos, ela iria fazer um grande álbum pop. De acordo com ele, The Time of Our Lives é "um EP pop que se afogou em um mar de esgoto".

## Desempenho comercial

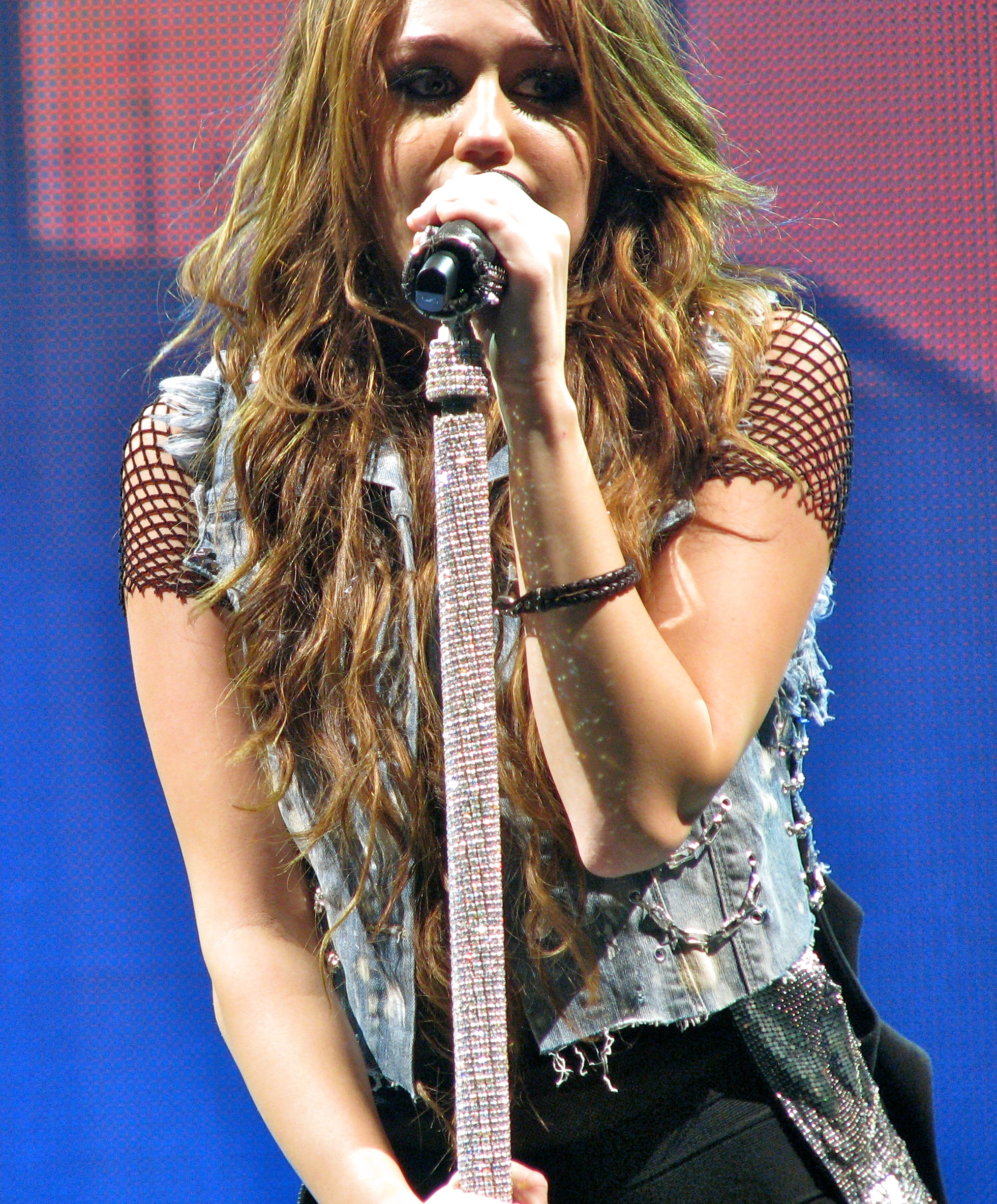
Cyrus apresentando "Party in the U.S.A." durante a Wonder World Tour.

The Time of Our Lives fez a sua estreia nas tabelas musicais através da Billboard 200, na terceira colocação, com um total de 62 mil cópias e se tornando o oitavo lançamento de Cyrus a estrear nas dez melhores colocações desta parada. O EP teve pico na segunda colocação na semana seguinte devido a um aumento de 154 por cento nas vendas (153 mil cópias). Passada uma semana do pico, The Time of Our Lives continuou a vender fortemente durante todo o resto de 2009. Na semana terminada em 12 de dezembro de 2009, o EP sofreu um aumento repentino de vendas, mudando da vigésima nona para a sétima posição, com vendas de 150 mil cópias. O álbum foi certificado como disco de platina pela Recording Industry Association of America (RIAA) por mais de um milhão de exemplares vendidos. Ele estreou e alcançou a nona colocação na Canadian Albums Chart na semana do dia 30 de janeiro de 2010.
Na semana do dia 11 de novembro de 2009, o EP estreou e teve sua melhor posição no número onze na Australian Albums Chart. O trabalho desceu mais tarde para o décimo terceiro posto e foi caindo até sua última semana na tabela. The Time of Our Lives foi certificado como disco de ouro pela Australian Recording Industry Association (ARIA) por vendas superiores a 35 mil cópias. Seu melhor desempenho na New Zealand Singles Chart foi na nona colocação, tabela na qual o EP caiu para a décima primeira posição, onde ficou por duas semanas até sair da compilação. No país, o álbum foi certificado como disco de ouro pela Recording Industry Association of New Zealand (RIANZ) por mais de sete mil cópias. Na última semana de janeiro de 2010, The Time of Our Lives estreou na décima posição da Japanese Albums Chart, vendendo aproximadamente quinze mil cópias.
Na semana que terminou em 26 de novembro de 2009, o EP estreou na décima sétima posição da UK Albums Chart, sendo certificado pela British Phonographic Industry (BPI) por mais de cem mil cópias no Reino Unido. Na Irlanda, o álbum estreou na nona colocação e foi certificado como disco de platina pela Irish Recorded Music Association (IRMA) por mais de quinze mil cópias. No território europeu, The Time of Our Lives estreou na trigésima terceira colocação da European Top 100 Albums, na quinta da Austrian Albums Chart, na nona da German Albums Chart e na terceira da Greek Albums Chart. Na semana de 1 de novembro do mesmo ano, o trabalho estreou e teve sua melhor posição na Espanha na sexta colocação, país onde The Time of Our Lives também foi certificado pela Productores de Musica de España (PROMUSICAE) por vendas excedendo 60 mil cópias. Também na Europa, o EP alcançou as vinte melhores colocações na República Checa e em Portugal.

## Singles

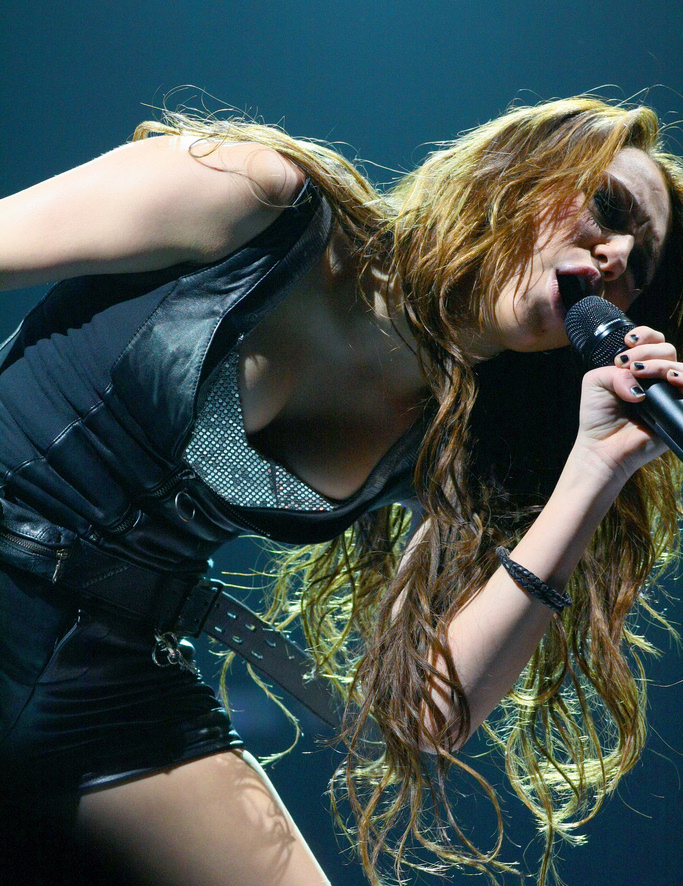
Cyrus apresentando "Kicking and Screaming" durante a Wonder World Tour.

A primeira canção do The Time of Our Lives lançada como single foi "Party in the U.S.A." em 17 de julho de 2009. Atingiu a segunda posição da Billboard Hot 100, compilação musical estado-unidense publicada pela Billboard, se tornando a música de trabalho mais bem sucedida da artista até a data, a canção com mais downloads digitais de 2009 e a mais bem-sucedida da editora discográfica até a data. Além do sucesso no país de origem da cantora, ficou entre as décimas primeiras posições em oito nações, sendo mais tarde certificada como disco de platina tripla pela Recording Industry Association of America (RIAA) nos Estados Unidos, quádrupla pela Music Canada e disco de platina pela Recording Industry Association of New Zealand (RIANZ). O recorde da composição na Hot 100 foi mais tarde igualado por "We Can't Stop" e pouco depois superado por "Wrecking Ball", ambos em 2013. Apesar disso, estes dois singles foram lançados pela RCA Records, gravadora com qual a artista assinou em janeiro do mesmo ano. Os críticos apreciaram sua composição, refletindo seu estilo R&B e seu efeito cativante. Sua gravação audiovisual correspondente foi dirigida por Chris Applebaum e presta tributo ao filme Grease e os dias em família da artista.
A balada "When I Look at You" foi lançada para promover o filme The Last Song, no qual Cyrus é protagonista, se tornando o segundo single do trabalho. As críticas para a faixa foram mistas, variando desde comentários como "um hit inevitável" até "balada inferior". A canção foi incapaz de alcançar o mesmo sucesso do single que a precedeu, tendo seu maior pico internacional no país de origem da artista, onde alcançou o décimo sexto posto, seguido da Austrália, onde alcançou a décima oitava colocação. O vídeo musical acompanhante da composição foi dirigido pelo mesmo diretor de The Last Song, Adam Shankman.

### Outras canções
"The Time of Our Lifes" entrou nas compilações Canadian Hot 100 e na Billboard Hot 100, nas quinquagésima primeira e centésima vigésima terceira, respectivamente.

## Divulgação

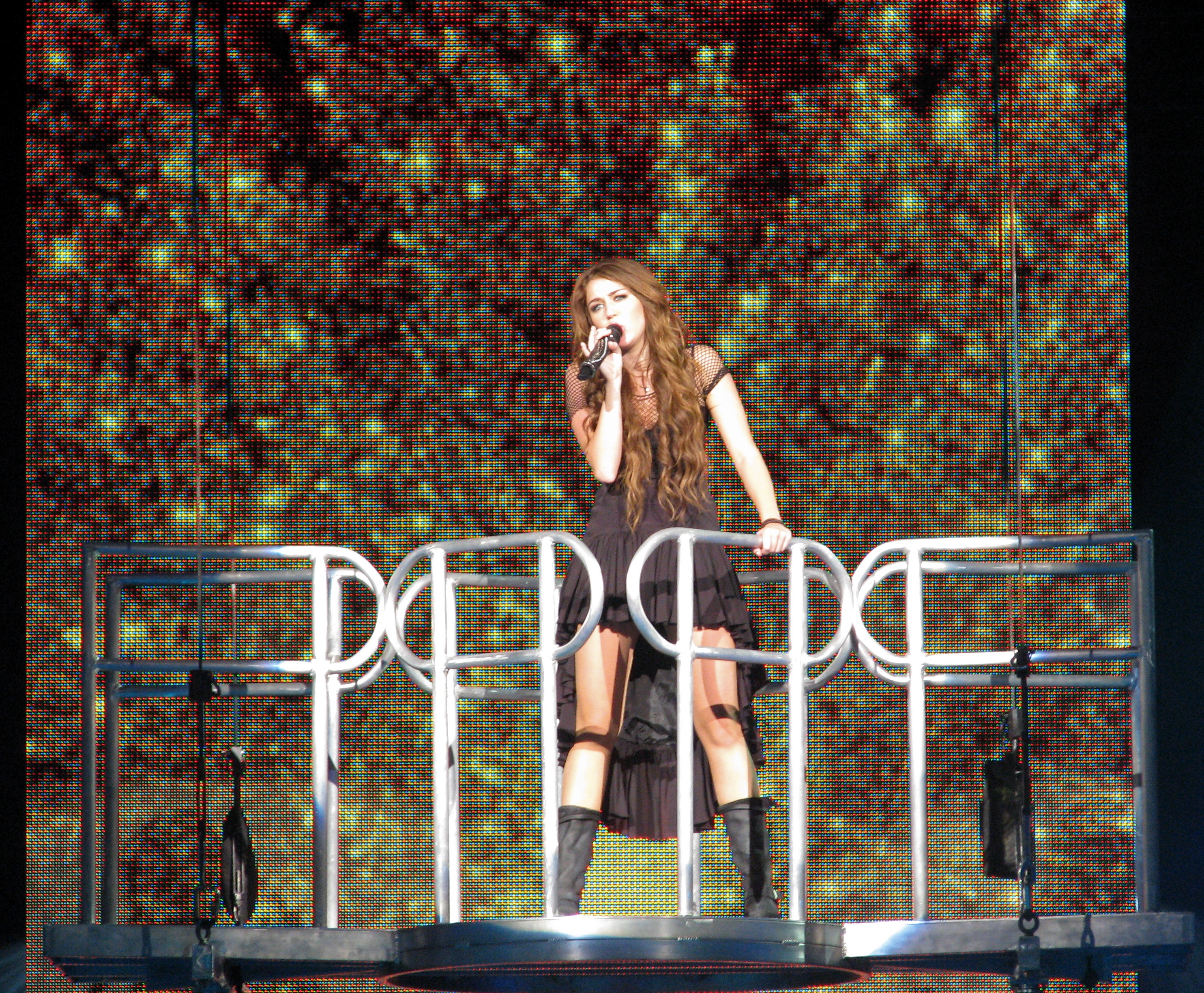
Cyrus apresentando "Obsessed" durante a Wonder World Tour, em 2009.

A primeira apresentação de uma das faixas de The Time of Our Lives foi a de "Party in the U.S.A." na premiação musical Teen Choice Awards em 10 de agosto de 2009, no qual Cyrus fez um número de pole dance. O concerto obteve uma repercussão grande na mídia, que considerou que a performance era muito sugestiva e sexual para o público adolescente, o que levou a The Walt Disney Company a emitir um comunicado no qual era dito que a empresa não estava envolvida com a apresentação. Outros críticos defenderam a artista, dizendo que os telespectadores fixaram na entrega dos troféus da premiação, ao invés da sexualidade. Cyrus também promoveu o álbum no programa de televisão The Today Show — substituíndo à Mariah Carey — e no VH1 Divas, nos Estados Unidos. Em dezembro seguinte, a cantora viajou ao Reino Unido em promoção do álbum, comparecendo ao evento Jingle Bell Ball da emissora de rádio Capital London, à Royal Variety Performance — festividade anual relizada pela Família real britânica — e em vários outros locais.
"The Time of Our Lifes" foi lançada para transmissão de rádio, exclusivamente para a Rádio Disney, como forma de divulgação do EP. Como forma de divulgação do antecessor Breakout e The Time of Our Lives, Cyrus embarcou na Wonder World Tour, sua segunda turnê musical. A turnê foi a primeira da artista que não obteve participação de sua alter-ego em Hannah Montana, série original do canal infanto-juvenil Disney Channel. A digressão foi anunciada em junho de 2009, com datas reveladas para apresentações nos Estados Unidos. Datas para o Reino Unido foram anunciadas mais tarde. A turnê durou três meses, entre setembro e dezembro de 2009.

## Lista de faixas
| The Time of Our Lives – Edição norte-americana |                                                   |                                              |                             |         |  |
| N.º                                            | Título                                            | Compositor(es)                               | Produtor(es)                | Duração |  |
| 1.                                             | "Kicking and Screaming"                           | Ashlee Simpson John Shanks Kara DioGuardi    | Shanks                      | 2:58    |  |
| 2.                                             | "Party in the U.S.A."                             | Lukasz Gottwald Claude Kelly Jessica Cornish | Dr. Luke Kelly Emily Wright | 3:22    |  |
| 3.                                             | "When I Look at You"                              | Shanks Hillary Lindsey                       | Shanks                      | 4:08    |  |
| 4.                                             | "The Time of Our Lives"                           | Gottwald Kelly Kesha Sebert Pebe Sebert      | Dr. Luke]Kelly Wright       | 3:32    |  |
| 5.                                             | "Talk Is Cheap"                                   | Shanks Amy Lindop                            | Shanks                      | 3:40    |  |
| 6.                                             | "Obsessed"                                        | Roger Lavoie                                 | Shanks                      | 4:03    |  |
| 7.                                             | "Before the Storm" (ao vivo) (com Jonas Brothers) | Cyrus Joe Jonas Kevin Jonas II Nick Jonas    | John Zonars John Fields     | 4:35    |  |
| Duração total:                                 | Duração total:                                    | Duração total:                               | Duração total:              | 26:20   |  |

| The Time of Our Lives – Edição internacional |                |                          |                |         |  |
| N.º                                          | Título         | Compositor(es)           | Produtor(es)   | Duração |  |
| 8.                                           | "The Climb"    | Jessi Alexander Jon Mabe | Shanks         | 3:56    |  |
| Duração total:                               | Duração total: | Duração total:           | Duração total: | 30:15   |  |

| The Time of Our Lives – Edição deluxe |                       |                 |         |  |
| N.º                                   | Título                | Diretor(es)     | Duração |  |
| 1.                                    | "Party in the U.S.A." | Chris Applebaum | 3:21    |  |
| 2.                                    | "The Climb"           | Matthew Rolston | 3:49    |  |

## Créditos de elaboração
Lista-se abaixo os profissionais envolvidos na elaboração de The Time of Our Lives, de acordo com seu encarte acompanhante.
| - Jason Coons – assistente de mixagem - Jessica Cornish – vocais de apoio - Miley Cyrus – vocais, vocais de apoio - Tish Cyrus – produtora executiva - John Fields – produtor adicional - Brian Gardener – masterização - Serban Ghenea – mixagem - Aniela Gottwald – coordenador de produção assistente - Lukasz "Dr. Luke" Gottwald – vocais de apoio, bateria, guitarra, teclado, produtor, programador, produtor vocal - Tatiana Gottwald – coordenadora de produção assistente - Phil Hadaway – engenheiro de áudio, engenheiro de áudio assistente, coordenador de produção assistente - John Hanes – engenheiro de áudio - James "Hootsie" Huth – engenheiro de áudio - Joe Jonas – participação vocal (faixa #7) - Kevin Jonas – participação vocal (faixa #7) | - Nick Jonas – participação vocal (faixa #7) - Claude Kelly – vocais de apoio, produtor vocal - Jon Lind – A&R - Brian Reeves – mixagem - Tom Roberts – engenheiro de áudio assistente - Tim Roberts – engenheiro de áudio assistente - Jeff Rothschild – engenheiro de áudio, mixagem - Kesha Sebert – vocais de apoio - John Shanks – produtor - Shakur Green – produtor - Vanessa Silberman – coordenadora de produção assistente - Gary "G" Silver – coordenador de produção - Cindy Warden – Coordenador de A&R - Emily Wright – engenheiro de áudio, editor vocal, produtor vocal - Douglas Wright – background vocals - John Zonars – engenheiro de áudio, produtor de gravação ao vivo - Annie Leibovitz – fotografia (edição internacional) |

## Histórico de lançamento
Inicialmente, The Time of Our Lives foi lançado exclusivamente pela loja de varejo Walmart, sendo vendido nas lojas estado-unidenses e pelo portal de compras da empresa na internet. O álbum seria lançado em 31 de agosto de 2009, mas devido a uma confusão em várias lojas, ele foi lançado três dias antes do planejado. Vários meses depois, foi lançada uma versão internacional em vários países, com a distribuição iniciando-se no Reino Unido em 16 de outubro de 2009. Com a inclusão de "The Climb", da trilha sonora de Hannah Montana: The Movie, a edição incluiu uma nova capa, com uma imagem fotografada por Annie Leibovitz. Em 5 de janeiro de 2010, a edição ficou disponível para download nos Estados Unidos.
| Território     | Data                   | Formato          | Gravadora |
| -------------- | ---------------------- | ---------------- | --------- |
| Estados Unidos | 31 de agosto de 2009   | Download digital | Hollywood |
| Estados Unidos | 1° de setembro de 2009 | CD               | Hollywood |
| Espanha        | 8 de outubro de 2009   | CD               | Universal |
| Alemanha       | 16 de outubro de 2009  | CD               | Universal |
| União Europeia | 16 de outubro de 2009  | Download digital | Universal |
| Brasil         | 19 de outubro de 2009  | Download digital | Universal |
| Portugal       | 19 de outubro de 2009  | CD               | Universal |
| Taiwan         | 23 de outubro de 2011  | CD               | Universal |
| África do Sul  | 3 de novembro de 2009  | CD               | Universal |
| Reino Unido    | 9 de novembro de 2009  | CD               | Polydor   |
| Japão          | 13 de janeiro de 2010  | CD + DVD         | Universal |